# Lauster-Achse
Die Lauster-Achse ist eine von Erhard Lauster entwickelte Sonderform des Radantriebs, bei der zwischen den Antriebsrädern eine absenkbare Trommel angebracht ist. Im abgesenkten Zustand verringert die Trommel den Bodendruck des Fahrzeugs und verbessert die auch bei schlechten Bodenverhältnissen übertragbare Zugkraft. Der Vorteil dieser Anordnung gegenüber einem Kettenlaufwerk ist, dass das Fahrzeug die Trommel anheben und bei normalen Verhältnissen mit den Rädern auf der Straße fahren kann. Der Rollwiderstand ist gegenüber dem Kettenlaufwerk wesentlich geringer. Auf der anderen Seite ist die gegenüber dem Radantrieb übertragbare Zugkraft wesentlich größer. Als Nachteil steht das höhere Gewicht des zusätzlichen Antriebes gegenüber einem reinen Radantrieb. Des Weiteren kann das Fahrzeug nur über eine Knicklenkung gelenkt werden.

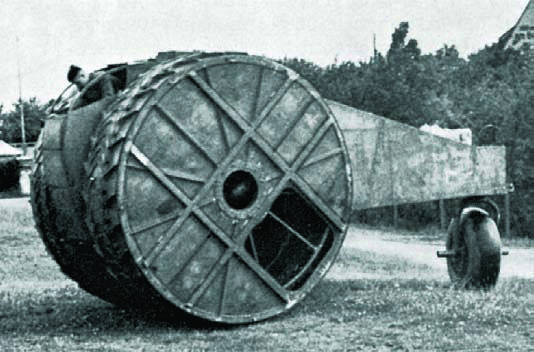
Lauster Wargel Typ 3

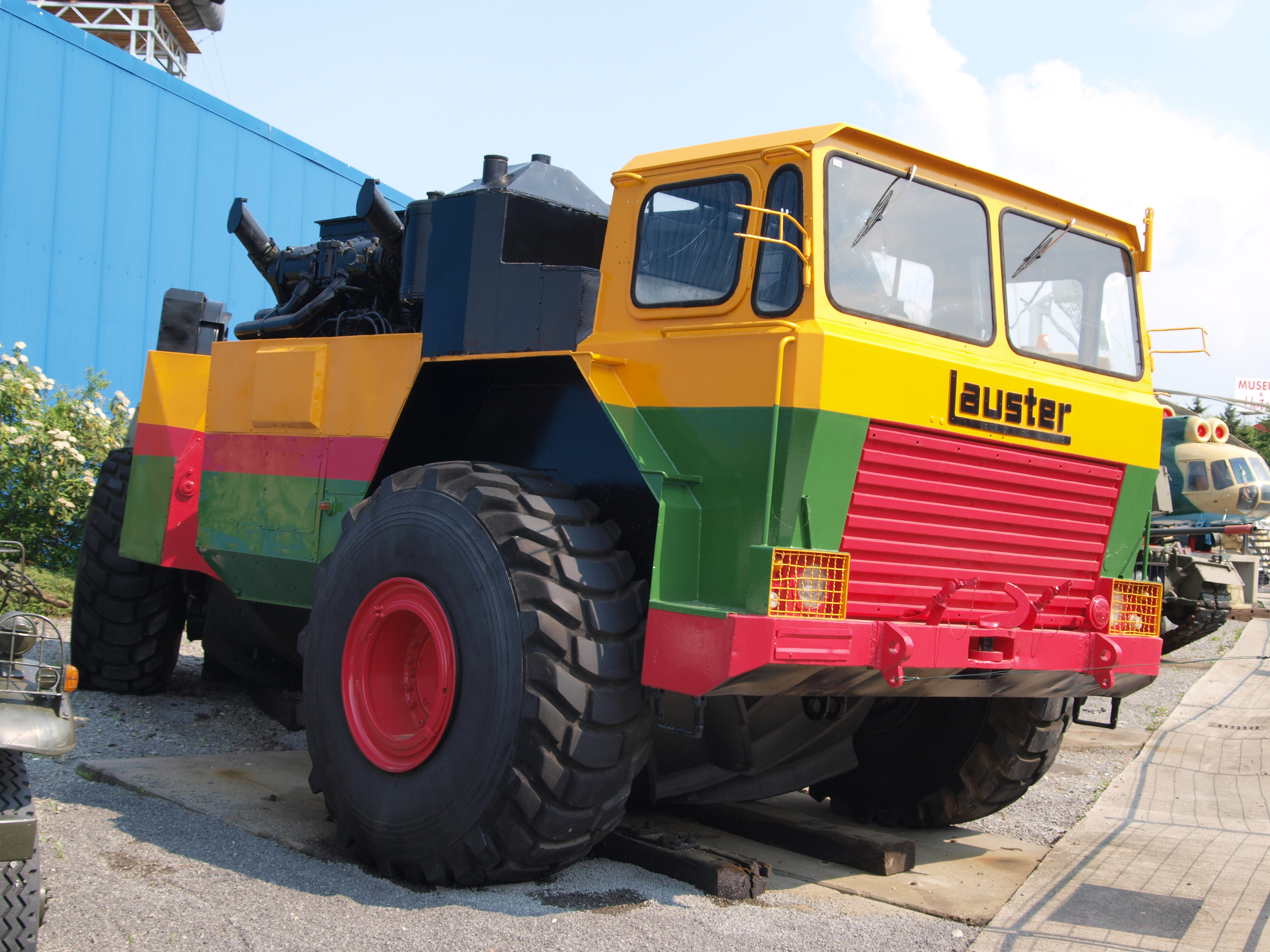
Prototyp „Funktions-Modell Lauster-Achse“ (FML) im Auto- und Technikmuseum Sinsheim

## Entwicklungsgeschichte
Die Entwicklung des Antriebs begann in den 1940er-Jahren im Steinbruch der Familie Lauster in Stuttgart-Münster. Gegen Ende des Zweiten Weltkrieges entstand der Lauster Wargel LW 5 (wargeln – schwäbisch für rollen), eine Zugmaschine, die unter anderem als Grabenpflug erprobt wurde.
1969 wurde im Auftrag der Bundeswehr ein Prototyp unter der Bezeichnung FML (Funktions-Modell Lauster-Achse) zur militärischen Erprobung gebaut (zu sehen im Auto- und Technikmuseum Sinsheim). Dieses Fahrzeug hat einen dieselelektrischen Fahrantrieb. Jedes Rad ist mit einem Elektromotor mit 620 PS ausgestattet. Neben der Druckluftbremse ist eine elektrische Gegenstrombremse vorhanden. Das Fahrzeug verfügt über eine Knicklenkung. Der Einstieg in das zweisitzige Fahrerhaus ist nur über eine Dachluke möglich. In dieser Zeit entstand auch ein Motorschürfwagen mit diesem Antriebssystem.